# Вовк Василь Митрофанович
Василь Митрофанович Вовк (нар. 13 листопада (31 жовтня) 1910, Петриківка — травень 1947 року, Петриківка) — український художник, майстер петриківського розпису.
Брав участь у перших виставках петриківського розпису, 1935 року в Києві.